# Język bai
Język bai (bai: Baip‧ngvp‧zix; chiń. 白語,, pinyin: Báiyǔ) – język mniejszości etnicznej Bai, używany przez około 1,2 mln osób w chińskiej prowincji Junnan. Zaliczany jest zazwyczaj do tybeto-birmańskiej rodziny językowej, ale dokładna klasyfikacja jest utrudniona ze względu na znaczne leksykalne wpływy różnych dialektów chińskich. Posiada własny system pisma laobaiwen. Dzieli się na trzy grupy dialektów: centralną, północną i południową, traktowane przez Ethnologue jako odrębne języki.